# Sân bay quốc tế Aleppo
Sân bay quốc tế Aleppo (tiếng Ả Rập: مطار حلب الدولي) (IATA: ALP, ICAO: OSAP) là một sân bay quốc tế ở Aleppo, Syria. Đây là trung tâm thứ hai của hãng hàng không Syrian Arab Airlines
Sân bay Aleppo có một nhà ga hiện đại theo phong cách kiến trúc Hồi giáo. Tổng diện tích là 28.000 mét vuông với 4 tầng. Công suất thiết kế là 1,5 triệu lượt khách mỗi năm. Nhà ga có 4 ống lồng dẫn khách nối với máy bay.

## Các hãng hàng không và các tuyến điểm
- Air Arabia (Sharjah)
- Austrian Airlines (Vienna)
- Armavia (Yerevan)
- bmi (London-Heathrow)
- Buraq Air (Benghazi, Tripoli)
- DonbassAero (Donetsk, Kiev-Boryspil)
- Egypt Air (Cairo)
- Jazeera Airways (Kuwait)
- Royal Jordanian (Amman)
- Syrian Arab Airlines (Algiers, Athens, Berlin-Schönefeld, Bucharest-Otopeni, Cairo, Dubai, Frankfurt, Istanbul-Atatürk, Marseille,  Milan-Malpensa, Moscow-Sheremetyevo, Paris-Orly, Prague, Rome-Fiumicino, Stockholm-Arlanda, Sofia, Yerevan)
- Turkish Airlines (Istanbul-Atatürk)
- Norwegian Air Shuttle (Stockholm/Arlanda)